# Vazamento de antraz de Sverdlovsk
Em 2 de abril de 1979, esporos de Bacillus anthracis (o agente causador do antraz) foram acidentalmente liberados de uma instalação de pesquisa militar soviética na cidade de Sverdlovsk, União soviética (agora Ecaterimburgo, Rússia). O surto que se seguiu da doença resultou na morte de pelo menos 68 pessoas, embora o número exato de vítimas permaneça desconhecido. A causa do surto foi negada durante anos pelas autoridades soviéticas, que atribuíram as mortes ao consumo de carne contaminada da área e à exposição subcutânea devido aos açougueiros que manipulavam a carne contaminada. O acidente foi a primeira grande indicação no Ocidente de que a União soviética tinha embarcado em um programa ofensivo voltado para o desenvolvimento e produção em larga escala de armas biológicas.

## Situação
Sverdlovsk era um importante centro de produção do complexo militar-industrial soviético desde a Segunda guerra mundial. Na década de 1970, 87% da produção industrial da cidade era militar; apenas 13 por cento para consumo público. Produziu tanques, mísseis balísticos, foguetes e outros armamentos. A cidade às vezes foi chamada de Pittsburgh da Rússia por causa de sua grande indústria siderúrgica. Durante a Guerra fria, Sverdlovsk tornou-se uma "cidade fechada" soviética para a qual as viagens eram restritas a estrangeiros.
A instalação de armas biológicas (A.B.) em Sverdlovsk foi construída durante o período de 1947 a 1949 e foi um subproduto da principal instalação militar de armas biológicas da União soviética em Kirov. Foi alocado o antigo local da Academia de infantaria de Cherkassk-Sverdlovsk em Sverdlovsk em Ulitsa Zvezdnaya, 1, e confinava com o setor industrializado do sul da cidade. A nova instalação, conhecida como Instituto de pesquisa científica de higiene do Ministério da defesa da URSS, tornou-se operacional em 19 de julho de 1949. Alibek [en] sugere que a construção do instituto incorporou tecnologias que foram adquiridas de cientistas capturados que participaram do programa japonês de armas biológicas. A pesquisa foi iniciada em Sverdlovsk em patógenos bacterianos, incluindo  o Bacillus anthracis. Em 1951 foi lançado um programa focado na toxina botulínica. Mais tarde, na década de 1970, o interesse neste último cessou e houve uma grande mudança de foco para o B. anthracis. Em 1974, a instalação foi renomeada como Instituto de pesquisa científica de preparações de vacinas bacterianas.[carece de fontes?]
A instalação de armas biológicas em Sverdlovsk estava localizada dentro de uma base militar conhecida como Complexo 19 (19º gorodok, russo:19-й городок), que foi criado entre 1947 e 1949. O Complexo 19 confinava com o setor industrializado do sul da cidade no distrito de Chkalovskii. Ele estava localizado imediatamente ao lado do conjunto habitacional Vtorchermet. Uma fábrica de processamento de carne foi localizada nas proximidades com o objetivo de fornecer componentes de meios nutrientes bacterianos. Havia um alto decreto de autonomia em relação à base secreta. Além do instituto militar, o Complexo 19 contava com um hospital militar próprio com 75 leitos, correio, várias lojas, jardim de infância, escolas, clube social, estádio esportivo, parques e passarelas, cartório de registro civil e própria procuradoria especial. Sentinelas e trabalhadores da construção no local precisavam de autorização de segurança especial. Uma equipe de televisão russa visitou o local logo após o colapso da URSS. É provável que muito do que eles observaram pode não ter sido muito diferente da situação em 1979. Eles relataram que o Complexo 19 tinha cerca de 200 hectares e foi subdividido em três zonas principais. A primeira, zona residencial, abrigou os cientistas e suas famílias, cerca de 7 000 habitantes, juntamente com os serviços auxiliares descritos acima. Aninhado dentro da zona externa havia um posto de controle que permitia acesso restrito a uma chamada zona industrial. No coração do Complexo 19, guardado por um posto de controle final e arame farpado, estava a zona de trabalho especial mais secreta que abrigava o prédio principal da administração junto com laboratórios secretos e unidades de produção alojadas no subsolo.
Durante a década de 1960, o Complexo 32, uma base do exército com quartéis e apartamentos para soldados soviéticos servindo em unidades blindadas e de artilharia, e sem conexão com armas biológicas, foi adicionado ao extremo sul do Complexo 19.[carece de fontes?]

## Acidente
Em seu relato oficial, Leitenberg e Zilinskas com Kuhn relatam que em algum momento durante o período de 2 a 3 de abril de 1979, uma massa de esporos de B. anthracis foi liberada de um prédio de quatro andares localizado na zona especial do Complexo 19. O prédio abrigava uma unidade de produção que produzia esporos secos de B. anthracis para uso em armas. A unidade foi tripulada por 40 pessoas e comandada pelo tenente-coronel Nikolai Chernyshov. Os esporos criaram uma pluma que o vento transportou sobre partes da própria Sverdlovsk, bem como várias aldeias rurais. Fontes russas indicam que o vazamento ocorreu como resultado de um defeito em um sistema de tratamento de ar que transportava gases de um secador por pulverização. O vazamento, de acordo com uma fonte russa, ocorreu durante a tarde ou noite de 2-3 de abril. Com base em entrevistas com amigos e familiares das vítimas, juntamente com um estudo de dados de vento, Meselson e sua equipe de investigação concluem que o vazamento provavelmente ocorreu durante o dia 2 de abril.
O número preciso de mortes associadas ao vazamento militar de esporos de antraz não é conhecido. O grupo de Meselson relata que o incidente levou diretamente à morte de pelo menos 68 pessoas na própria Sverdlovsk e a casos de antraz animal em aldeias próximas (Rudnii, Bol'shoe Sedelnikovo, Maloe Sedelnikovo, Pervomaiskii, Kashino e Abramovo) no sudeste da cidade. Leitenberg e Zilinskas com Kuhn citam uma fonte russa que indica que "De acordo com os dados oficiais, 95 pessoas foram infectadas, 68 (71,5 por cento) morreram [mas] na verdade o número de mortos e infectados foi maior". O vazamento de antraz atingiu a fábrica de cerâmica, ao sul do Complexo 19, com mais força. A fábrica, que empregava 2.180 pessoas, possuía um sistema de ventilação que sugava o ar de fora, direcionando parte para os fornos e o restante para a mão de obra. Nas semanas seguintes, pelo menos 18 trabalhadores da fábrica morreram.
Em resposta ao incidente, as autoridades soviéticas agiram para mobilizar equipes médicas no distrito afetado. A tetraciclina foi administrada às famílias afetadas, os quartos dos doentes foram desinfetados e foram recolhidos lençóis e roupas potencialmente contaminados. Foram feitas verificações de doenças em familiares. Indivíduos que tiveram febre foram encaminhados para policlínicas e aqueles que estavam muito doentes foram transferidos para o Hospital 40 local. Uma comissão extraordinária controlada por Moscou foi finalmente estabelecida para gerenciar a resposta e em 22 de abril bombeiros e trabalhadores da fábrica começaram a lavar edifícios com soluções de cloro. A vacinação em larga escala da população no distrito de Chkalovskii, também afetado, foi realizada pelas autoridades. Ao todo, cerca de 80 por cento de cerca de 59 000 indivíduos elegíveis foram injetados com a vacina antraz soviética STI. Esta última foi fabricada pelo instituto de pesquisa científica de vacinas e soros com sede em Tbilisi, Geórgia. A primeira indicação, no ocidente, do acidente em Sverdlovsk foi uma história que apareceu em janeiro de 1980 em uma obscura revista de Frankfurt chamada Possev, publicada por um grupo de emigrantes russos. Ela alegava que houve um surto de antraz em abril de 1979 em Sverdlovsk após uma explosão em um assentamento militar a sudoeste da cidade.
Em 1986,  Matthew Meselson, da Universidade de Harvard, recebeu aprovação das autoridades soviéticas para uma viagem de quatro dias a Moscou, onde entrevistou vários altos funcionários da saúde soviética sobre o surto. Mais tarde, ele divulgou um relatório que concordava com a avaliação soviética de que o surto foi causado por uma planta de processamento de carne contaminada, concluindo que a explicação oficial dos soviéticos era completamente "plausível e consistente com o que se sabe da literatura médica e experiências humanas registradas com antraz". No entanto, a versão soviética dos eventos foi fatalmente prejudicada quando, em outubro de 1991, o Jornal de Wall street enviou seu chefe do escritório de Moscou, Peter Gumbel, a Sverdlovsk para investigar o surto. Depois de entrevistar várias famílias, funcionários de hospitais e médicos, ele teria encontrado a versão soviética dos eventos "crivada de inconsistências, meias verdades e falsidades simples". Isto foi seguido por uma admissão em maio de 1992 do então presidente Boris Yeltsin, que tinha sido o chefe do Partido comunista de Sverdlovsk na época do acidente, que a KGB havia revelado a ele que "nosso desenvolvimento militar era a causa". Com base nesses relatórios, uma equipe de cientistas do ocidente liderada por Meselson obteve acesso à região em junho de 1992. Antes de chegarem, as autoridades receberam das autoridades uma lista de 68 vítimas conhecidas de incidentes em Sverdlovsk. Ao visitar e interrogar em suas casas os parentes sobreviventes dos falecidos, os pesquisadores averiguaram onde as vítimas estavam morando e onde estavam durante o dia, no momento em que os registros de internação indicavam um possível vazamento de pó de antraz na atmosfera. Quando os locais foram traçados em mapas, os locais onde as vítimas viviam não formavam um padrão geográfico claro. No entanto, havia uma indicação muito precisa de suas localizações relatadas durante o horário de trabalho, de que todas as vítimas estavam diretamente a favor do vento no momento do vazamento dos esporos via aerossol.
A pecuária da região também foi afetada. Se os ventos estivessem soprando na direção da cidade naquele momento, isso poderia ter resultado na disseminação do patógeno para centenas de milhares de pessoas. A alegação original de Meselson por muitos anos foi que o surto era natural e que as autoridades soviéticas não estavam mentindo quando negaram ter um programa de armas biológicas ofensivo ativo, mas as informações descobertas na investigação não deixaram margem para dúvidas.

## Consequências
Em abril de 1992, o presidente Boris Yeltsin emitiu um decreto sobre a garantia da implementação dos compromissos internacionais na esfera das armas biológicas. Sob o presidente reformador, havia um desejo, com o tempo, de mudar os institutos de armas biológicas do ministério da defesa da jurisdição militar para trabalhar para a economia civil. Foi nesse contexto que, em algum momento entre 1992 e 1994, um representante do banco de investimento e corretora de valores dos EUA e colegas tentaram sequenciar o genoma do B. anthracis de duas amostras retiradas de vítimas do vazamento de antraz em Sverdlovsk. As amostras foram preservadas por patologistas russos locais que investigaram o surto enquanto ocorria. Mais tarde, eles compartilharam o material com o professor Meselson durante sua viagem investigativa em 1992 (veja acima). As amostras foram fixadas em formol e embebidas em parafina e o DNA foi, como resultado, muito degradado. No entanto, os pesquisadores americanos conseguiram isolar o DNA do patógeno e juntar todo o seu genoma, comparando-o com centenas de outros isolados de antraz. Keim e sua equipe relataram que não haviam encontrado nenhuma evidência genômica de que os militares soviéticos tivessem tentado cultivar uma cepa resistente a antibióticos ou vacinas ou a engenharia genética da cepa de qualquer forma. Meselson comentou que, embora fosse uma cepa perfeitamente comum, "isso não significa que não fosse desagradável. Foi extraída de pessoas que foram mortas por ela."
Zilinskas e Mauger em 2018 forneceram as informações mais atualizadas sobre o status atual das instalações militares de Sverdlovsk. No âmbito do sistema nacional de segurança química e biológica da Federação russa, foi concedido financiamento ao instituto de Sverdlovsk para a renovação de duas instalações para a produção de antibióticos. Tais produtos poderiam ser usados no setor médico civil. Também foram realizadas grandes obras de reconstrução de um edifício que produzia esporos de B. anthracis. Um edifício usado para produção de mídia e substrato também foi amplamente renovado. A reforma também está em andamento nos últimos anos de um local de teste ao ar livre – a chamada base de teste de campo Pyshma – para o instituto de Sverdlovsk. Uma vez concluído, pretendia ser utilizado para "avaliar a eficácia dos meios e métodos de prospecção biológica e a eliminação das consequências de situações em emergência". No final de 2015, este projeto de reforma permaneceu incompleto.
Em agosto de 2020, o Departamento de indústria e segurança (BIS) [en] do Departamento de comércio dos Estados Unidos da América impôs restrições de "lista negra" a três institutos biológicos militares russos por seu suposto envolvimento com o programa russo de armas biológicas. Um deles foi o instituto de Sverdlovsk (agora operando sob o nome de 48º instituto central de pesquisa científica, Ecaterimburgo). Em 2 de março de 2021, sanções adicionais dos EUA foram impostas ao 48º Instituto central de pesquisa científica de Ecaterimburgo (também conhecido como 48º TsNII Yekaterinburg), juntamente com seus institutos militares de armas biológicas associados em Kirov e Sergiev Posad.

## Na cultura popular
- Robin Cook usou o vazamento de antraz de Sverdlovsk como um dispositivo de enredo em sua novela Vector. No romance, um imigrante russo chamado Yuri Davydov trabalha com um grupo neonazista para planejar um ataque de antraz na cidade de Nova York. Yuri aprendeu a desenvolver antraz enquanto trabalhava em uma instalação fictícia da Biopreparat em Sverdlovsk. O personagem Yuri estava presente quando o vazamento aconteceu e sua mãe foi uma das vítimas.[23]
- Greg Bear faz referência ao vazamento de antraz de Sverdlovsk em Quantico, uma novela sobre patógenos geneticamente modificados e agentes do FBI tentando impedir seu vazamento.[24]
- Richard Preston conta a história de Sverdlovsk no capítulo "História invisível (II)" de seu livro "O evento Cobra".[25]
- A segunda temporada da série da National Geographic americana The hot zone: Anthrax [en] começa com uma representação do evento.